# Дубравай
Дубравай — село в муниципалитете Каунасского района. На востоке села протекает река Дубриус, впадающая в Каунасский залив. Дубравский лес доступен с востока, юга и запада.

## Население
| 1888                           | 1923 | 1959 | 1970 | 1979 | 1989 | 2001 | 2011 | 2021 |
| ------------------------------ | ---- | ---- | ---- | ---- | ---- | ---- | ---- | ---- |
| 273                            | 279  | 284  | 271  | 122  | 89   | 122  | 168  | 207  |
| Гистограмма динамики населения |      |      |      |      |      |      |      |      |